# Bjørn Hagen
Bjørn Hagen (* 4. April 1960 in Lillehammer) ist ein ehemaliger norwegischer Eisschnellläufer.
Hagen, der für den Oslo SK startete, wurde im Jahr 1988 norwegischer Meister im Sprint-Mehrkampf und errang zudem bei norwegischen Meisterschaften dreimal den dritten sowie zweimal den zweiten Platz. International startete er erstmals in der Saison 1978/79 und lief im Januar 1982 bei der 3-Bahnen-Tournee in Innsbruck auf den zweiten Platz im Mehrkampf. In den folgenden Jahren kam er bei der Sprintweltmeisterschaft 1985 in Heerenveen auf den 25. Platz und bei der Sprintweltmeisterschaft 1987 in Québec auf den 26. Rang. In seiner letzten internationalen Saison 1987/88 belegte er in Calgary bei seiner einzigen Teilnahme an Olympischen Winterspielen den 18. Platz über 500 m und bei der Sprintweltmeisterschaft 1988 in West Allis den 16. Rang. Zudem nahm er von 1985 bis 1988 am Eisschnelllauf-Weltcup teil, wobei er drei Top-Zehn-Platzierungen erreichte und der fünfte Platz im Dezember 1986 in Assen über 1000 m sein bestes Ergebnis war.

## Persönliche Bestleistungen
| Disziplin | Zeit         | Datum             | Ort       |
| --------- | ------------ | ----------------- | --------- |
| 500 m     | 37,69 s      | 13. Februar 1988  | Calgary   |
| 1000 m    | 1:14,96 min  | 6. Dezember 1987  | Calgary   |
| 1500 m    | 1:58,84 min  | 5. Dezember 1987  | Calgary   |
| 3000 m    | 4:20,80 min  | 12. November 1983 | Oslo      |
| 5000 m    | 7:40,45 min  | 28. November 1980 | Innsbruck |
| 10.000 m  | 15:58,01 min | 15. Januar 1984   | Kongsberg |